# Actio commodati directa
Actio commodati directa – w prawie rzymskim powództwo przysługujące komodantowi przeciw komodatariuszowi z tytułu niewykonania umowy użyczenia, należące do powództw in personam.

## Charakterystyka powództwa
W kontrakcie użyczenia, komodatariusz miał obowiązek zwrócić użyczającemu użyczoną rzecz w oznaczonym terminie lub jeżeli spełnił się cel w jakim rzecz została użyczona. Ponadto komodatariusz odpowiadał za działanie zawinione (culpa) oraz obowiązany był do strzeżenia rzeczy (custodia).
Pierwotnie roszczenia z tytułu szkód wyrządzonych w związku z umową użyczenia chroniła jedynie pretorska skarga in factum. Chroniła ona negatywny interes umowny, tj. opiewała na wyrównanie wyrządzonej szkody. Z czasem (pod koniec republiki), kiedy nie zadowalano się samym odszkodowaniem, pretor zaczął udzielać stronom umowy skarg cywilnych, zmierzających do wypełnienia kontraktu. W wypadku roszczeń komodanta była to actio commodati directa.